# Piper lineatum
Piper lineatum är en pepparväxtart som beskrevs av Ruiz & Pav.. Piper lineatum ingår i släktet Piper och familjen pepparväxter. Utöver nominatformen finns också underarten P. l. cordulatum.